# Thalpophila
Thalpophila is een geslacht nachtvlinders uit de Noctuidae.
De wetenschappelijke naam is samengesteld uit het Griekse thalpos (zomerhitte) en phileo (houden van).

## Soorten
- Thalpophila matura - Geelvleugeluil (Hufnagel, 1766)
- Thalpophila vitalba (Freyer, 1834)